# Баски
 Тази статия е за етническа група в Испания и Франция.  За градчето в Италия вижте Баски (Италия).  
Баските (на баски: Euskaldunak) са етническа група, населяваща главно централните части на Северна Испания и най-югозападните области на Франция. Броят на баските в този регион е около 2,6 милиона души, като около 2 милиона от тях са в Баската автономна област. Голям брой хора от баски произход живеят в други части на Испания и Франция, както и в Латинска Америка, най-вече в Аржентина. Според някои оценки те са над 15 милиона, но етническата им идентификация е спорна. Традиционният баски език днес се говори от около 1/4 от баските, като и сред тях е обичайна двуезичността (с испански или френски).

## История
Баските племена са споменати в римско време от Страбон и Плиний, включително васконите, аквитаните и други. Има достатъчно доказателства в подкрепа на хипотезата, че по това време и по-късно те са говорили стари разновидности на баския език.
През Ранното Средновековие територията между реките Ебро и Гарона е била известна като Васкония – неясно дефинирана етническа област и политическо образувание, борещо се да отблъсне натиска от Иберийското вестготско кралство и арабското управление на юг, както и от франкския натиск от Севера. До началото на първото хилядолетие територията на Васкония се е разпокъсала на различни феодални региони, като Соул и Лаборд, докато на юг от Пиренеите и Кастилия, Памплона и пиренейските графства Арагон, Собрарбе, Рибагорса (по-късно Кралство Арагон), и Паларс се очертават като основните регионални единици с баско население през 9 и 10 век.
Кралство Памплона, централно баско царство, по-късно известно като Навара, претърпява процес на феодализация и е подложено на влиянието от много по-големите си арагонски, кастилски и френски съседи. Кастилия лишава Навара от бреговата й линия, като завладява ключови западни територии (1199 – 1201), оставяйки кралството без излаз на море. Баските са опустошени от Войната на бандите – партизански войни между местни управляващи семейства. Отслабено от наварската гражданска война, по-голямата част от кралството пада пред настъплението на испанските армии (1512 – 1524). Въпреки това наварската територия на север от Пиренеите остава извън обсега на все по-силната Испания. Долна Навара става провинция на Франция през 1620 г.
Независимо от това, баските се радват на голямо самоуправление до Френската революция (1790) и Карлистките войни (1839, 1876), когато баските подкрепят наследника Карлос V и неговите потомци. От двете страни на Пиренеите баските губят местните си институции и закони, поддържани по време на стария ред. Оттогава, въпреки сегашния ограничен самоуправляващ се статут на Баската автономна област и Навара, както е уредено от испанската конституция, много баски се опитвали да постигнат по-високи степени на самоупълномощаване, понякога чрез актове на насилие. Лейбърд, Долна Навара и Соле са интегрирани в системата на френския департамент (започвайки от 1790 г.), като усилията на баските за създаване на специфично за региона политическо-административно образувание не успяват до днес. През януари 2017 г. е създадена единна агломерационна общност за Страната на баските във Франция.